# Quintilhan
Quintilhan (en francès Quintillan) és un municipi francès situat al departament de l'Aude i a la regió d'Occitània.